# Bönhör mig, Gud
Bönhör mig, Gud är en psalm med text skriven av Johan Olof Wallin.

## Publicerad i
- 1819 års psalmbok som nr 175 under rubriken "Nådens ordning. Omvändelsen".[1]